# Coos County (Oregon)
Coos County je okres ve státě Oregon v USA. K roku 2010 zde žilo 63 043 obyvatel. Správním městem okresu je Coquille. Celková rozloha okresu činí 4 678 km². Na západě okresu je Tichý oceán.

## Sousední okresy
| Růžice kompasu |                      | Douglas County |                | Růžice kompasu |
| Růžice kompasu |                      | Sever          | Douglas County | Růžice kompasu |
| Růžice kompasu | Coos County (Oregon) |                | Douglas County | Růžice kompasu |
| Růžice kompasu | Jih                  |                | Douglas County | Růžice kompasu |
| Růžice kompasu | Curry County         |                |                | Růžice kompasu |

## Města
- Coos Bay
- Coquille — správní město okresu